# Гильф-Кебир (национальный парк)
Гильф-Кебир (араб. محمية الجلف الكبير‎) — национальный парк, расположенный в отдалённой и засушливой египетской мухафазе Вади-эль-Гедид. Создан в 2007 году, имеет общую площадь 48533 км2, что составляет около 5 % территории Египта. Гильф-Кебир граничит на западе с Ливией, а на юге — с Суданом. В настоящее время на территории Гильф-Кебира нет никаких населённых пунктов или объектов.

## Характеристика
Национальный парк включает в себя три различные экосистемы: южные хребты Великого песчаного моря, включая область ливийского стекла, плато Гильф-Кебир и египетскую часть массива Габаль эль-Увейнат.
Великое песчаное море простирается примерно на 650 км с севера на юг и на 300 км с востока на запад. На спутниковых снимках эта пустыня представляет собой узор из длинных песчаных хребтов, простирающихся примерно с севера на юг. Однако, несмотря на кажущуюся однородность, Великое песчаное море имеет две большие области с разными типами мегадюн.
Гильф-Кебир представляет собой плато, изрезанное огромными вади, простирающимися на север. Эта область была заселена людьми около 9000 лет назад, оставив после себя наскальные рисунки и гравюры в Вади-Хамра и в пещерах Зверей, Пловцов, Лучников и Магарет эль-Кантара на южных предгорьях.
Габаль эль-Увейнат, расположенный примерно в 150 км к югу от Гильф-Кебира и большая часть которого находится на территориях Судана и Ливии, является ещё одним горным массивом, где сохранилось множество образцов наскального искусства.
Присутствие людей в Гильф-Кебире в XX веке подтверждается остатками лагерей подразделений британских диверсантов Long Range Desert Group времён Второй мировой войны, в частности брошенными грузовиками и аэродромом в Эйт-беллс-хиллс.

## Флора и фауна
В Гильф-Кебире встречается акация кручёная, Zilla и гривистый баран.

## Галерея

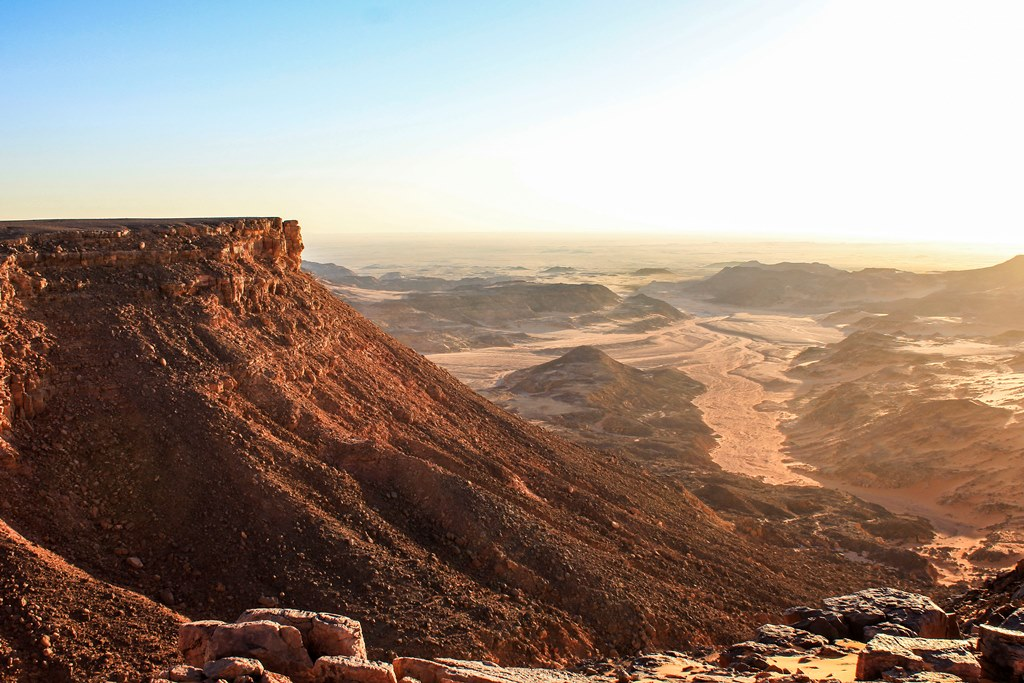
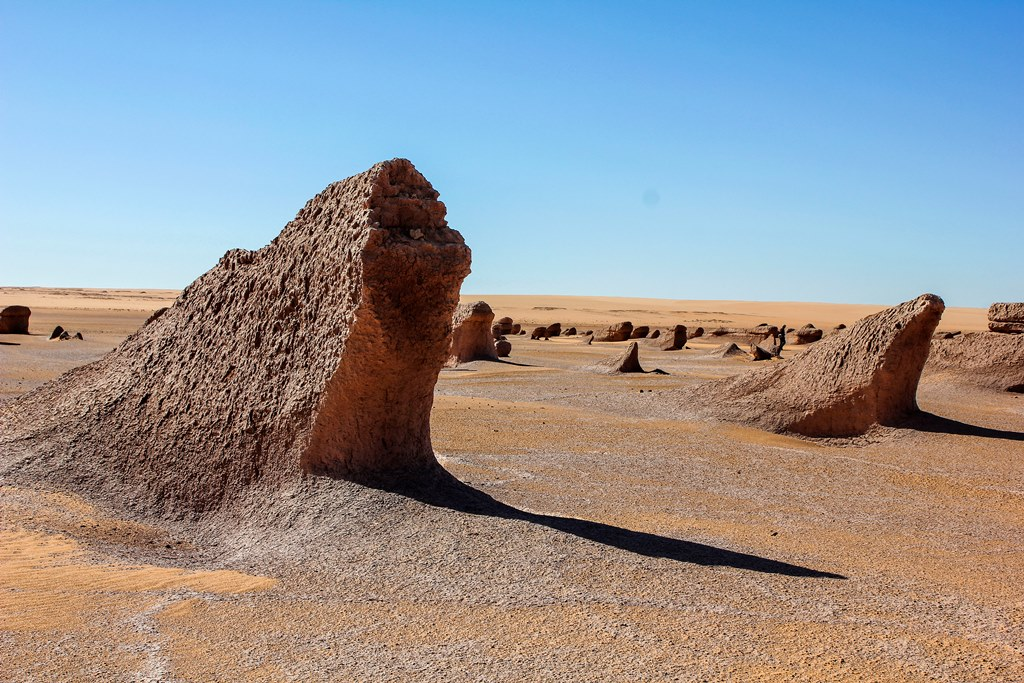
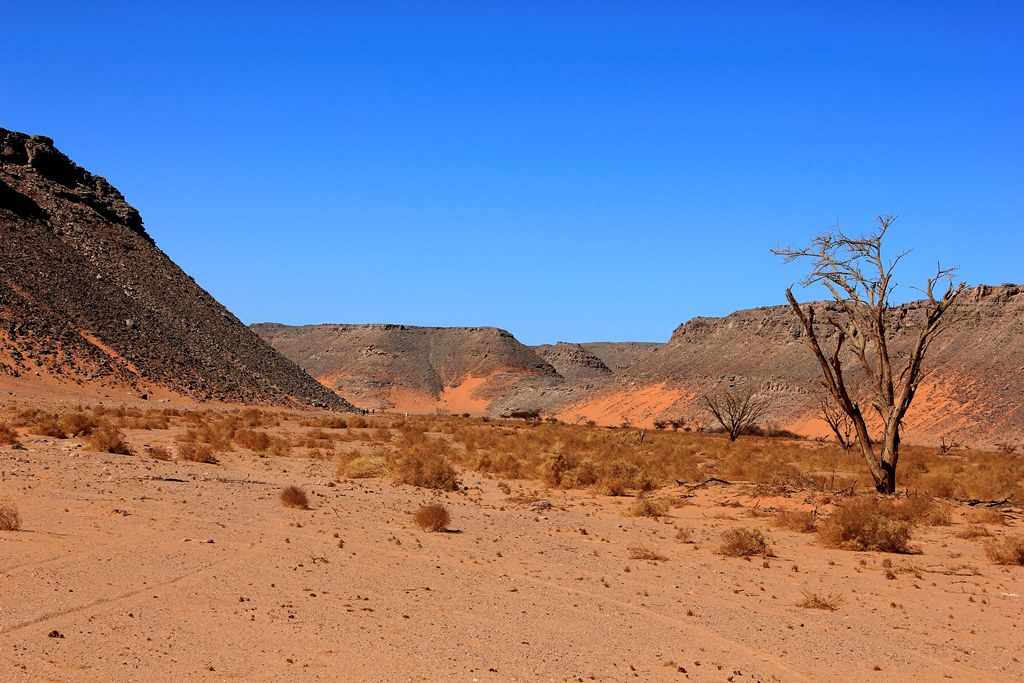